# Vădeni, Cetatea Albă
Vădeni (în ucraineană Введенка, transliterat: Vvedenka) este un sat în comuna Sărata din raionul Cetatea Albă, regiunea Odesa, Ucraina.

## Demografie
Componența lingvistică a comunei Vădeni
     Rusă (91,53%)
     Ucraineană (5,22%)
     Română (1,58%)
     Bulgară (1,18%)
Conform recensământului din 2001, majoritatea populației comunei Vădeni era vorbitoare de rusă (91,53%), existând în minoritate și vorbitori de ucraineană (5,22%), română (1,58%) și bulgară (1,18%).